# Таунсенд, Чарльз, 3-й виконт Таунсенд
Чарльз Таунсенд, 3-й виконт Таунсенд (англ. Charles Townshend, 3rd Viscount Townshend; 11 июля 1700 — 12 марта 1764) — британский дворянин и политик, известный как лорд Линн с 1723 по 1738 год. Он заседал в Палате общин с 1722 по 1723 год, когда он был призван в Палату лордов в качестве барона Таунсенда.

## Ранняя жизнь
Родился 11 июля 1700 года. Старший сын Чарльза Таунсенда, 2-го виконта Таунсенда (1674—1738), и его первой жены Элизабет Пелхэм (1681—1711), дочери Томаса Пелхэма, 1-го барона Пелхэма (1653—1712), члена парламента. Он получил образование в Итоне и был принят в Королевский колледж Кембриджа в 1718 году. Затем он совершил Гранд-тур по Европе .

## Карьера
Чарльз Таунсенд вошел в Палату общин, когда сменил своего дядю на посту члена парламента от Грейт-Ярмута на парламентских выборах 1722 года. Он занимал этот пост до тех пор, пока год спустя его не вызвали в Палату лордов в качестве барона Таунсенда (этот титул носил его отец). Поскольку его отец уже был лордом Таунсендом, Чарльз был назван лордом Линном в честь территориального обозначения баронства Линн-Реджис. Затем Чарльз Таунсенд стал лордом опочивальни с 1723 по 1727 год. В 1730 году он был назначен мастером Ювелирной конторы. Также в 1730 году он был назначен лордом-лейтенантом Норфолка и хранителем рукописей (Custos Rotulorum) графства Норфолк. Он унаследовал титулы и поместья своего отца в 1738 году.
Виконт Таунсенд построил и предоставил в Рейнхэме благотворительную школу для одежды и обучения тридцати мальчиков и двадцати девочек; последние будут заниматься прядением.

## Семья

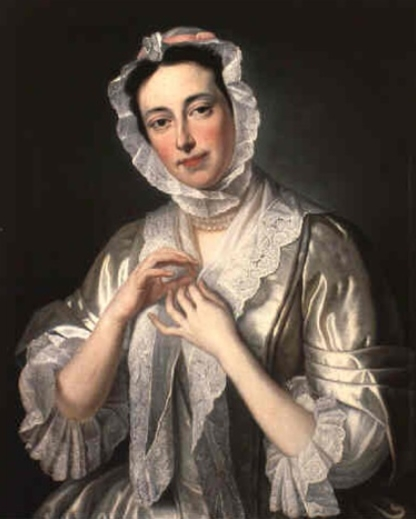
Протрет Этельреды Гаррисон, художник Жан Батист Ван Лоо

29 мая 1723 года Чарльз Таунсенд женился на Одри (Этельреде) Гаррисон (? — 9 марта 1788), единственной дочери и наследнице Эдварда Гаррисона (1674—1732) из Боллс-Парка, Хартфордшир, и Фрэнсис Брэй. Они официально расстались около 1740 года. Виконт Таунсенд скончался 12 марта 1764 года. У супругов было трое выживших детей:
- Джордж Таунсенд, 1-й маркиз Таунсенд (28 февраля 1724 — 14 сентября 1807), старший сын и преемник отца
- Чарльз Таунсенд (29 августа 1725 — 4 сентября 1767), депутат Палаты общин и политик
- Достопочтенная Одри Таунсенд (1736—1781), с 1766 года замужем за капитаном Робертом Ормом (1732—1790).